# Bretschneidera sinensis
Bretschneidera es un género monotípico con una única especie: Bretschneidera sinensis, perteneciente a la familia Akaniaceae. Es originario de Asia.

## Descripción
Es una especie rara de árbol, que alcanza un tamaño de 10-20 metros de altura con grandes inflorescencias. Se encuentra en el sur y el este de China, Taiwán, al norte de Tailandia y el norte de Vietnam. Está amenazada por pérdida de hábitat. Debido a su relativamente reciente descubrimiento en Taiwán y Tailandia, es posible que también se puede conocer en Laos y el norte de Myanmar.
En Tailandia se conoce como Chompoo Phu Kha (en tailandés: ชมพู ภู คา ) y se encuentra sólo en Doi Phu Kha National Park en las Montañas de Luang Prabang, donde florece en febrero y marzo.
La posición taxonómica de género Bretschneidera es enigmática, y también se ha colocado en su propia familia, Bretschneideraceae.

## Taxonomía
Bretschneidera sinensis fue descrita por  William Botting Hemsley, y publicado en Hooker's Icones Plantarum 28(1):, pl. 2708. 1891.
Etimología
Bretschneidera: nombre genérico otorgado en honor de Emil Bretschneider.
sinensis: epíteto geográfico que alude a su localización en China.
Sinonimia
- Bretschneidera yunshanensis Chun & F.C.How (1958).[2]